# 콰이어트 (영화)
《콰이어트》(영어: The Quiet)는 미국에서 제작된 제이미 배빗 감독의 2005년 심리 스릴러 영화이다. 얼리샤 커스버트, 커밀라 벨 등이 출연하였고, 앤드리아 스펄링 등이 제작에 참여하였다.

## 줄거리
아버지가 사망하면서 고아가 된 10대 농아 돗은 대부모 폴과 올리비아 디어 부부의 코네티컷주 메리딘 집에서 살게 된다. 또래인 디어 부부의 딸 니나는 대놓고 돗을 냉담하게 대한다.
곧 돗은 니나가 알코올 의존증인 올리비아의 방임 하에서 수년 간 폴에게 성폭행을 당해왔다는 걸 알게 된다. 니나는 돗에게 폴을 살해할 계획을 털어놓는다.

## 출연진
- 얼리샤 커스버트 - 니나 디어 역
- 커밀라 벨 - 돗 역
- 마틴 도너번 - 폴 디어 역
- 이디 팰코 - 올리비아 디어 역
- 숀 애슈모어 - 코너 케네디 역
- 케이티 믹슨 - 미셸 펠 역
- 데이비드 갤러거 - 브라이언 역
- 섀넌 우드워드 - 피오나 역

## 기타 제작진
- 총괄 제작: 톰 샤츠
- 협력 제작: 압디 너제미언, 얼리샤 커스버트, 마이카 슈래프트
- 배역: 바버라 피오렌티노, 리베카 맨지에리
- 미술: 존 프릭
- 의상: 에이미 캔들